# Thalurania glaucopis
Thalurania glaucopis е вид птица от семейство Колиброви (Trochilidae).

## Разпространение
Видът е разпространен в Аржентина, Бразилия, Парагвай и Уругвай.